# كوجي ساتو
كوجي ساتو (باليابانية: 佐藤公治) (و. 1959 – م) هو سياسي، من اليابان، ولد في أونومیجي، هیروشیما، هو عضوٌ في الحزب الديمقراطي الياباني.

## مناصب
تولى منصب عضو مجلس النواب من اليابان، وعضو مجلس المستشارين.

## التعليم
تعلم في جامعة كيئو.